# Luc Dutour
Pour les articles homonymes, voir Dutour.
Cet article court présente un sujet plus développé dans : Johan Heliot.
Luc Dutour est l’un des pseudonymes collectifs partagé par Johan Heliot et Xavier Mauméjean.

## Œuvres
- Section des Statistiques (recueil), Les moutons électriques, 2010.